# 包斯卡區
包斯卡區是拉脫維亞南部的一個已废置的區份。面積1,880平方公里。人口51,974人。区府包斯卡。下分1市1鎮15村。
拉脫維亞於2009年撤销了所有的区份，并改制为市镇。